# Vernonanthura divaricata
Vernonanthura divaricata là một loài thực vật có hoa trong họ Cúc. Loài này được (Spreng.) H.Rob. miêu tả khoa học đầu tiên năm 1995.